# 六角広治
六角 広治（ろっかく ひろはる）は、江戸時代前期から中期にかけての高家旗本。高家六角家2代当主。

## 略歴
正保元年（1644年）、六角広賢の長男として誕生した。父・広賢の死後、母方の祖父・本庄道芳に養育される。
延宝3年（1675年）7月28日、守澄法親王の推挙により4代将軍・徳川家綱に御目見する。翌延宝4年（1676年）5月10日、小姓組に加えられて蔵米200俵を与えられる。元禄2年（1689年）閏1月26日、高家職に就き、下野国足利郡内で1000石を与えられる。同年2月28日、従五位下侍従・越前守に叙任する。
元禄9年（1696年）7月10日、不行跡により高家を解任の上、逼塞を命じられる。さらに元禄10年（1697年）4月23日、蟄居隠居を命じられる。家督は長男の広豊が継いだ。
広治について、遊郭吉原で喧嘩騒ぎがあった際、直接関係していないものの出入り差し止めに遭遇し、同所に閉じ込められてしまったため（時の将軍に近い親族、または高家旗本として）、武家にあるまじき失態を晒してしまった、などの話を確認できる。宝永6年（1709年）10月25日、蟄居を解かれる。
享保4年5月3日（1719年6月20日）、死去。享年66。